# Chain of Rocks (Misuri)
Chain of Rocks es una villa ubicada en el condado de Lincoln en el estado estadounidense de Misuri. En el Censo de 2010 tenía una población de 93 habitantes y una densidad poblacional de 211,22 personas por km².

## Geografía
Chain of Rocks se encuentra ubicada en las coordenadas 38°54′54″N 90°48′8″O / 38.91500, -90.80222. Según la Oficina del Censo de los Estados Unidos, Chain of Rocks tiene una superficie total de 0.44 km², de la cual 0.43 km² corresponden a tierra firme y (1.76%) 0.01 km² es agua.

## Demografía
Según el censo de 2010, había 93 personas residiendo en Chain of Rocks. La densidad de población era de 211,22 hab./km². De los 93 habitantes, Chain of Rocks estaba compuesto por el 100% blancos, el 0% eran afroamericanos, el 0% eran amerindios, el 0% eran asiáticos, el 0% eran isleños del Pacífico, el 0% eran de otras razas y el 0% pertenecían a dos o más razas. Del total de la población el 0% eran hispanos o latinos de cualquier raza.